# 공감 코리아, 우리는 한국인
공감 코리아, 우리는 한국인은 KBS 3라디오(수도권 FM 104.9MHz, AM 1134kHz)에서 방송되는 다문화 관련 프로그램이다.
진행자는 김태규 아나운서이며, 생방송은 월~토요일 오후 3시부터 오후 4시까지, 재방송은 화~일요일 새벽 2시부터 새벽 3시까지이다.

## 역대 진행자
- 2018년 10월 1일 ~ 2023년 11월 25일 : 유지철 아나운서
- 2023년 11월 27일 ~ 현재 : 김태규 아나운서